# Persone di nome Franco/Attori
| Questa pagina contiene informazioni ricavate automaticamente dalle voci biografiche con l'ausilio del template Bio e di un bot. L'aggiornamento è periodico e automatico e ricostruisce completamente la pagina. Se manca una persona in questa lista, sei pregato di non aggiungerla, ma accertati piuttosto che la sua voce biografica contenga il template Bio e che i dati anagrafici siano correttamente compilati. Se il template Bio manca, inseriscilo tu stesso o, in alternativa, metti l'avviso {{tmp\|Bio}} che ne segnala la mancanza. Se i dati riportati sono sbagliati, correggi direttamente la voce biografica; le modifiche saranno visibili in questa lista entro pochi giorni. Per chiarimenti vedi il progetto antroponimi. La lista contiene solo le 51 persone che sono citate nell'enciclopedia e per le quali è stato implementato correttamente il template Bio. Pagina aggiornata al 22 lug 2025. |

Questa è una lista di persone presenti nell'enciclopedia che hanno il nome Franco e sono attori.

## A(5)
- Franco Abbina, attore italiano (Roma, n. 1934)
- Franco Acampora, attore italiano (Napoli, n. 1944)
- Franco Agostini, attore e doppiatore italiano (Genova, n. 1940)
- Franco Andrei, attore italiano (Carrara, n. 1925 - Roma, † 2012)
- Franco Angrisano, attore italiano (Potenza, n. 1926 - Salerno, † 1996)

## B(5)
- Franco Balducci, attore italiano (Bettona, n. 1922 - Bettona, † 2001)
- Franco Barbero, attore italiano (Asti, n. 1944)
- Franco Becci, attore italiano (Roma, n. 1888 - Roma, † 1951)
- Franco Brambilla, attore italiano (Roma, n. 1922 - † 1942)
- Franco Branciaroli, attore e regista teatrale italiano (Milano, n. 1947)

## C(7)
- Franco Cappelli, attore italiano (n. 1908)
- Franco Castellani, attore italiano (Roma, n. 1915 - Roma, † 1983)
- Franco Castellano, attore italiano (San Vito al Tagliamento, n. 1957)
- Franco Citti, attore italiano (Roma, n. 1935 - Fiumicino, † 2016)
- Franco Cobianchi, attore e sceneggiatore italiano (Ferrara, n. 1923 - Roma, † 1970)
- Franco Coop, attore italiano (Napoli, n. 1891 - Roma, † 1962)
- Franco Corsaro, attore italiano (Catania, n. 1900 - Los Angeles, † 1982)

## D(5)
- Franco Dani, attore e cantante italiano (Roma, n. 1946)
- Franco De Rosa, attore italiano (Viareggio, n. 1944)
- Franco Di Francescantonio, attore e scenografo italiano (Roma, n. 1952 - Firenze, † 2005)
- Franco Di Trocchio, attore italiano (n. 1948)
- Franco Diogene, attore italiano (Catania, n. 1947 - Genova, † 2005)

## F(2)
- Franco Fabrizi, attore italiano (Cortemaggiore, n. 1916 - Cortemaggiore, † 1995)
- Franco Fantasia, attore italiano (Rodi, n. 1924 - Roma, † 2002)

## G(4)
- Franco Garofalo, attore italiano (Napoli, n. 1946 - Roma, † 2019)
- Franco Giacobini, attore e regista teatrale italiano (Roma, n. 1926 - Roma, † 2015)
- Franco Giornelli, attore italiano (Perugia, n. 1931)
- Franco Graziosi, attore italiano (Macerata, n. 1929 - Roma, † 2021)

## I(1)
- Franco Interlenghi, attore italiano (Roma, n. 1931 - Roma, † 2015)

## J(2)
- Franco Jamonte, attore italiano (Messina, n. 1913 - Albano Laziale, † 2003)
- Franco Javarone, attore e pittore italiano (Napoli, n. 1943)

## L(1)
- Franco Lantieri, attore italiano (Catania, n. 1928 - Milano, † 1991)

## M(7)
- Franco Mannella, attore, doppiatore e regista teatrale italiano (San Giovanni Teatino, n. 1963)
- Franco Mari, attore e comico italiano (Milano, n. 1942)
- Franco Melidoni, attore italiano (Napoli, n. 1946)
- Franco Merli, attore italiano (Roma, n. 1956 - Roma, † 2025)
- Franco Meroni, attore, regista teatrale e produttore teatrale italiano (Lecco)
- Franco Mescolini, attore italiano (Cesena, n. 1944 - Cesena, † 2017)
- Franco Molè, attore, commediografo e regista italiano (Terni, n. 1939 - † 2006)

## N(1)
- Franco Nero, attore e regista italiano (San Prospero Parmense, n. 1941)

## O(1)
- Franco Odoardi, attore e doppiatore italiano (Firenze, n. 1932 - Roma, † 2000)

## P(4)
- Franco Parenti, attore, direttore artistico e autore televisivo italiano (Milano, n. 1921 - Milano, † 1989)
- Franco Pastorino, attore italiano (Milano, n. 1933 - Milano, † 1959)
- Franco Pistoni, attore, regista teatrale e poeta italiano (Rieti, n. 1956)
- Franco Pucci, attore italiano (Roma, n. 1920 - Roma, † 2007)

## S(4)
- Franco Scandurra, attore italiano (Milano, n. 1911 - Bologna, † 2003)
- Franco Schirato, attore e direttore del doppiaggio italiano (Padova, n. 1893 - Velletri, † 1971)
- Franco Silva, attore italiano (Genova, n. 1920 - Livorno, † 1995)
- Franco Sportelli, attore italiano (Napoli, n. 1908 - Torino, † 1970)

## T(1)
- Franco Trevisi, attore italiano (Carpi, n. 1945)

## Z(1)
- Franco Volpi, attore italiano (Milano, n. 1921 - Roma, † 1997)